# Amy Fraser
Amy Fraser (Halifax, 29 marzo 1995) è una sciatrice freestyle canadese, specializzata nell'halfpipe.

## Biografia
Fraser è nata il 29 marzo 1995 a Halifax, Nuova Scozia, Canada. Ha iniziato a sciare all'età di due anni, ma ha iniziato a praticare lo sci freestyle solo quando aveva vent'anni. Si è laureata in scienze biologiche presso l'Università di Calgary nel 2016. Specialista dell'halfpipe e attiva a livello internazionale dal febbraio 2018, la Fraser ha debuttato in Coppa del Mondo il 7 settembre 2019, giungendo 15ª a Cardrona e ha ottenuto il suo primo podio il 17 dicembre 2022 classificandosi 2ª a Copper Mountain, nella gara vinta dalla sua connazionale Rachael Karker. Il 2 febbraio 2024 ha vinto la sua prima gara nel massimo circuito.

## Palmarès

### Winter X Games
- 2 medaglia:
  - 2 bronzi (superpipe ad Aspen 2024; superpipe ad Aspen 2025)

### Coppa del Mondo
- Miglior piazzamento in classifica generale: 9ª nel 2023
- 5 podi:
  - 1 vittoria
  - 2 secondi posti
  - 2 terzi posti

#### Coppa del Mondo - vittorie
| Data            | Luogo            | Paese       | Disciplina |
| --------------- | ---------------- | ----------- | ---------- |
| 2 febbraio 2024 | Mammoth Mountain | Stati Uniti | HP         |

Legenda:

HP = Halfpipe